# Давыдов, Олег Анатольевич
Олег Анатольевич Давыдов (род. 16 марта 1971 года) — советский и российский хоккеист и хоккейный тренер.

## Карьера
Воспитанник челябинской школы хоккея. Тренер — В. М. Пономарёв. На юниорском чемпионате Европы 1989 года стал чемпионом Европы.
В чемпионате СССР провёл 80 игр. В чемпионате России провёл 667 игр.
В составе сборной России стал победителем турнира на приз газеты «Известия» (1993 и 1994) и Кубка Германии (1992 и 1993).
В составе сборной России принял участие в Олимпиаде — 1994, команда стала лишь четвёртой.

## Награды
- Чемпион : 1995/1996, 2000/2001;
- Вице-Чемпион : 1996/1997, 2003/2004;
- Бронзовый призёр : 2001/2002;
- Бронзовый призёр чемпионата Межнациональной хоккейной лиги (1992/1993, 1993/1994);
- Регулярный чемпионат
  -  Победитель (2): 1995/1996, 1996/1997
- Кубок Европы по хоккею с шайбой
  -  Обладатель (1): 1996/1997
- Суперкубок Европы
  -  Финалист (1): 1997

## Тренерская карьера
Окончив игровую карьеру стал тренером. Работал в «Тракторе», ХК «Мамонты Югры», «Югре». С 2014 года — тренер «Челмета».